# بدوی (فیلم ۲۰۱۹)
بَدَوی (به انگلیسی: Primal) یک فیلم سینمایی آمریکایی در ژانر هیجان انگیز و اکشن محصول سال ۲۰۱۹ میلادی به کارگردانی نیک پاول و با بازی نیکلاس کیج است. این فیلم در تاریخ ۸ نوامبر ۲۰۱۹ در ایالات متحده آمریکا اکران شد.

## خلاصه داستان
فرانک والش (نیکلاس کیج) یک تاجر بزرگ حیوانات برای باغ وحش است که یک کشتی را برای جابه‌جایی حیوانات وحشی اجاره کرده‌است. اما در این میان نیز فردی خطرناک به‌طور پنهانی وارد کشتی می‌شود و بعد از مدتی حیوانات را آزاد می‌کند. اکنون کشتی دچار آشوب و هرج و مرج می‌شود و…

## بازیگران
- نیکلاس کیج درنقش فرانک والش
- فامکه یانسن درنقش دکتر الن تیلور
- کوین دورند درنقش ریچارد لوفلر
- لامونیکا گرت در نقش جان رینجر
- مایکل امپریولی درنقش پل آزاد
- لامونیکا گرت در نقش جان رینجر

## انتقادها
این فیلم بیشتر نقدهای منفی را از منتقدین دریافت کرد.